# Isabella von Clermont

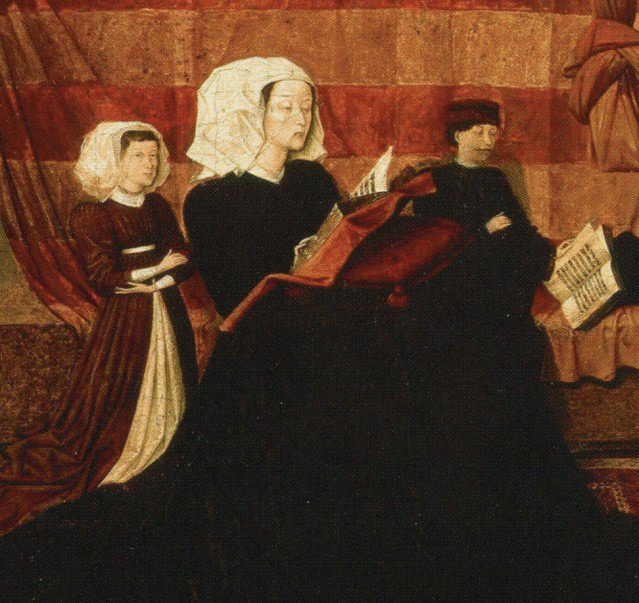
Isabella von Clermont, Gemälde von Colantonio, um 1456–1465

Isabella von Clermont bzw. Isabella von Tarent (italienisch: Isabella di Chiaromonte; * Januar 1424 in Copertino; † 30. März 1465 in Neapel) war aus eigenem Recht Fürstin von Tarent und durch Heirat Königin von Neapel.

## Leben

### Familie
Isabella war die Tochter von Tristan von Clermont, Graf von Copertino, und Caterina Orsini del Balzo, der Schwester des Fürsten von Tarent, Giovanni Antonio Orsini del Balzo, zu dessen Erben Isabella bestimmt wurde. Über ihre Mutter war Isabella die Enkeltochter von Maria d’Enghien, Gräfin von Lecce und Königin von Jerusalem, die 1406 Ladislaus von Anjou geheiratet hatte und Königin von Neapel geworden war.

### Fürstin von Tarent und Königin von Neapel
Ihr Vater verhandelte zunächst über die Heirat Isabellas mit Thomas Palailogos, dem Despoten von Morea und Bruder des Kaisers von Konstantinopel, doch am 30. Mai 1445 heiratete sie Ferdinand von Aragon, genannt Ferrante, Herzog von Kalabrien, den unehelichen Sohn von Alfons V. von Aragon, der als Alfonso I. den Thron von Neapel bestiegen hatte. Alfonso arrangierte die Heirat seines Lieblingssohns mit der Erbin des Fürstentums Tarent und erlangte durch diese Heirat mehrere Vorteile. Erstens konnte Ferdinand an der Seite seiner Frau die Herrschaft des Fürstentums antreten, was es dem König und in Zukunft auch Ferdinand selbst, der für den Thron vorgesehen war, ermöglicht hätte, eines der wichtigsten Lehen des Königreichs Neapel in sein Herrschaftsgebiet einzugliedern. Darüber hinaus ermöglichte die Beziehung dem König, seinen Einfluss auf die Familie Orsini zu stärken.
Nach dem Tod Alfons im Jahr 1458 bestieg Ferdinand als Ferdinand I. den Thron von Neapel und Isabella wurde Königingemahlin. Zum Zeitpunkt ihrer Krönung hatte Isabella bereits fünf ihrer sechs Kinder zur Welt gebracht, von denen das älteste der zehnjährige Alfons war.
Mit Ferdinands Thronbesteigung verschwand die ursprüngliche Absicht, das Fürstentum Tarent zum Schlüsselgebiet unter den Besitztümern von Ferdinand und seinen Erben zu machen, was aber nichts daran änderte, dass das apulische Lehen weiterhin eines der größten Territorien darstellte, die der König durch die Heirat mit Isabella erworben hatte. 1463 trat Isabella die Nachfolge ihres Onkels Giovanni Antonio als neue Fürstin von Tarent an.

### Tod
Isabella von Clermont starb am 30. März 1465 an einer unbekannten Krankheit und wurde in der Kirche San Pietro Martire in Neapel beigesetzt. Erst zwölf Jahre nach ihrem Tod heiratete König Ferdinand in zweiter Ehe Johanna, Tochter König Johanns II. von Aragon. Nach dem Tod Ferdinands 1494 wurde Alfons, sein Sohn mit Isabella, nächster König von Neapel.

## Nachkommen
Mit ihrem Ehemann Ferdinand I. hatte Isabella sechs Kinder:
- Alfons II. von Neapel (* 4. November 1448; † 18. Dezember 1495)
- Eleonora von Aragón (* 22. Juni 1450; † 11. Oktober 1493) ⚭ Ercole I. d’Este, Herzog von Ferrara
- Friedrich IV. von Neapel (* 19. April 1452; † 9. November 1504)
- Johannes von Neapel (* 25. Juni 1456; † 17. Oktober 1485), Erzbischof von Tarent und später Kardinal
- Beatrix von Aragón, (* 14. September oder 16. November 1457; † 23. September 1508)

1. ⚭ Matthias Corvinus, König von Ungarn, Gegenkönig von Böhmen
2. ⚭ Vladislav II., König von Böhmen und Ungarn

- Franz von Neapel (* 16. Dezember 1461; † 26. Oktober 1486), Herzog von Sant Angelo